# كاثرين ماري ميرفي
كاثرين ماري ميرفي هي عالمة أعصاب كندية، ولدت في 10 سبتمبر 1959 في كالغاري في كندا.